# Sitta victoriae
Sitta victoriae е вид птица от семейство Sittidae. Видът е застрашен от изчезване.

## Разпространение
Видът е разпространен в Мианмар.